# SEVEN (ラジオ番組)
SEVEN（セブン）は、2004年4月5日~2005年3月30日にTOKYO FMで放送していたラジオ番組である。
「SEVEN」は番組開始当初の放送時刻が夜7時であった事、海外情報中心の番組であったため「七つの海」を表す。
パーソナリティは堀内貴之。国内外のニュースや話題を独自の切り口で伝えるほか、最新音楽情報などもある。
かかる音楽は主にテクノ又はハウスであった。
スポンサーが無かったためCMはあまり入らなかったが、そんぽ24のCMがよく流れた。

## 放送時間
- 2004年4月5日~2004年9月22日
月～木曜19:00～19:55(JST)。
- 2004年9月27日~2005年3月30日
月～木曜21:00～21:55(JST)。